# Nydal
Nydal este o localitate din comuna Ringsaker, provincia Hedmark, Norvegia, cu o suprafață de  km² și o populație de  locuitori (2013).